# تشالة قرا
تشالة قرا هي قرية في مقاطعة كاشان، إيران. يقدر عدد سكانها بـ 104 نسمة بحسب إحصاء 2016.